# Heaven: Haengbog-ui nararo
Heaven: Haengbog-ui nararo è un film del 2021 scritto e diretto da Im Sang-soo.

## Trama
A causa di un male incurabile, Nam-sik ha un disperato bisogno di cure che non può permettersi. Per rimanere in vita, si sposta da un ospedale all'altro rubando medicinali. "203", un uomo appena uscito di prigione che soffre di forti emicranie e convulsioni, si reca in ospedale per un controllo medico. Quando gli vengono diagnosticate meno di due settimane di vita, 203 si trova a unire le forze con Nam-sik in un viaggio inaspettato.

## Produzione
Im Sang-soo l'aveva inizialmente concepito come un rifacimento del film tedesco del 1997 Knockin' on Heaven's Door, ma il progetto si è evoluto in fase di scrittura, diventando autonomo.

## Distribuzione
Il film avrebbe dovuto essere presentato nel maggio 2020 al 73º Festival di Cannes, ma, dopo la sua cancellazione a causa della pandemia di COVID-19 in Francia e nel mondo, ha finito per avere la propria anteprima il 6 ottobre 2021, come film d'apertura del Busan International Film Festival.